# San Francisco Menéndez
San Francisco Menéndez est une municipalité du département d'Ahuachapán au Salvador.